# Thugny-Trugny
Thugny-Trugny és un municipi francès situat al departament de les Ardenes i a la regió del Gran Est. L'any 2007 tenia 215 habitants.

## Demografia

### Població
El 2007 la població de fet de Thugny-Trugny era de 215 persones. Hi havia 88 famílies de les quals 24 eren unipersonals (8 homes vivint sols i 16 dones vivint soles), 24 parelles sense fills i 40 parelles amb fills.
La població ha evolucionat segons el següent gràfic:
Habitants censats

### Habitatges
El 2007 hi havia 107 habitatges, 86 eren l'habitatge principal de la família, 10 eren segones residències i 11 estaven desocupats. Tots els 107 habitatges eren cases. Dels 86 habitatges principals, 69 estaven ocupats pels seus propietaris, 16 estaven llogats i ocupats pels llogaters i 1 estava cedit a títol gratuït; 2 tenien dues cambres, 9 en tenien tres, 20 en tenien quatre i 55 en tenien cinc o més. 78 habitatges disposaven pel capbaix d'una plaça de pàrquing. A 40 habitatges hi havia un automòbil i a 40 n'hi havia dos o més.

### Piràmide de població
La piràmide de població per edats i sexe el 2009 era:
| Homes | Edats   | Dones |
| ----- | ------- | ----- |
| 0     | 95 o +  | 0     |
| 0     | 90 a 94 | 0     |
| 0     | 85 a 89 | 4     |
| 0     | 80 a 84 | 0     |
| 4     | 75 a 79 | 4     |
| 8     | 70 a 74 | 8     |
| 0     | 65 a 69 | 8     |
| 8     | 60 a 64 | 8     |
| 4     | 55 a 59 | 8     |
| 12    | 50 a 54 | 12    |
| 12    | 45 a 49 | 12    |
| 4     | 40 a 44 | 8     |
| 20    | 35 a 39 | 4     |
| 4     | 30 a 34 | 8     |
| 4     | 25 a 29 | 4     |
| 8     | 20 a 24 | 12    |
| 8     | 15 a 19 | 8     |
| 12    | 10 a 14 | 12    |
| 12    | 5 a 9   | 12    |
| 0     | 0 a 4   | 0     |

## Economia
El 2007 la població en edat de treballar era de 143 persones, 99 eren actives i 44 eren inactives. De les 99 persones actives 89 estaven ocupades (51 homes i 38 dones) i 11 estaven aturades (3 homes i 8 dones). De les 44 persones inactives 9 estaven jubilades, 16 estaven estudiant i 19 estaven classificades com a «altres inactius».

### Ingressos
El 2009 a Thugny-Trugny hi havia 90 unitats fiscals que integraven 230 persones, la mediana anual d'ingressos fiscals per persona era de 20.207 €.

### Activitats econòmiques
Dels 6 establiments que hi havia el 2007, 1 era d'una empresa de construcció, 1 d'una empresa de comerç i reparació d'automòbils, 2 d'empreses de transport i 2 d'empreses de serveis.
L'any 2000 a Thugny-Trugny hi havia 8 explotacions agrícoles que ocupaven un total de 1.536 hectàrees.

## Poblacions properes
El següent diagrama mostra les poblacions més properes.